# Cretto di Burri
Le Cretto di Burri ou Grande Cretto di Gibellina, également connu sous le nom de laberinto della memoria, est une œuvre en ciment réalisé par Alberto Burri en 1984 et laissé inachevé faute de fonds en 1989 situé sur la vieille ville de Gibellina.  

## Histoire
La ville d'origine de Gibellina a été complètement détruite lors du tremblement de terre au Belice de 1968. Gibellina a depuis été reconstruite, à environ 20 km de l'emplacement d'origine de la vieille ville.  
Dans le cadre d'une reconstruction artistique de Gibellina voulue par le maire Ludovico Corrao, Burri intervient sur les ruines abandonnées de Gibellina Vecchia en concevant une œuvre monumentale de conservation et mémorielle qui devient l'une des pièces maitresse de cette « ville-musée ». 
Auteur du concept de « cretto » ou terre craquelée depuis le début des années 1970 et jusqu'à sa mort, l'artiste poursuit à Gibellina son travail reproduisant l'esthétique des sols fissurés par le soleil. 
L’œuvre suppose d'abord la suppression par l'armée de tous les décombres qui subsistent depuis 1968, au grand dam des anciens habitants, nourrissant une forme d'opposition locale au projet. La réalisation est financée par les dons des Siciliens américains et par l'apport de la matière première par des cimenteries italiennes. 
En 2015, pour marquer le centième anniversaire de Alberto Burri, les travaux ont finalement été achevés. 
L'œuvre fait l'objet d'un court documentaire de la cinéaste néerlandaise Petra Noordkamp, commandé par le musée Solomon R. Guggenheim pour être projeté lors de la rétrospective Alberto Burri qui s'est tenue à l'établissement du 9 octobre 2015 au 6 janvier 2016,.
Autour, aucun élément d'explication ou de contextualisation n'accompagne le visiteur comme pour éviter d'en faire une attraction touristique, mais limite la portée évocatrice et commémorative du monument, qui n'est pas reconnue par les habitants ayant vécu ou non le séisme.

## Description
122 blocs de ciment hauts d’1,60 mètre et larges de dix à vingt mètres, aux formes variées, composent un quadrilatère de 300 mètres sur 400 qui couvre les 12 hectares d'un terrain escarpé. 
Elle est la plus grande œuvre de land art en Europe, et l’une des plus étendues au monde.
Le ciment blanc évoque un suaire recouvrant une partie des ruines de Gibellina Vecchia.